# Gentiobiose

SNFG-Darstellung von Gentiobiose

Gentiobiose ist ein Disaccharid, das aus zwei D-Glucose-Einheiten besteht. Es handelt sich um einen weißen, kristallinen Feststoff, der in Wasser oder heißem Methanol löslich ist. Gentiobiose ist in Crocin enthalten, der Verbindung, die Safran seine Farbe verleiht, sowie in Amygdalin, einem Glycosid aus den Kernen verschiedener Steinfrüchte.

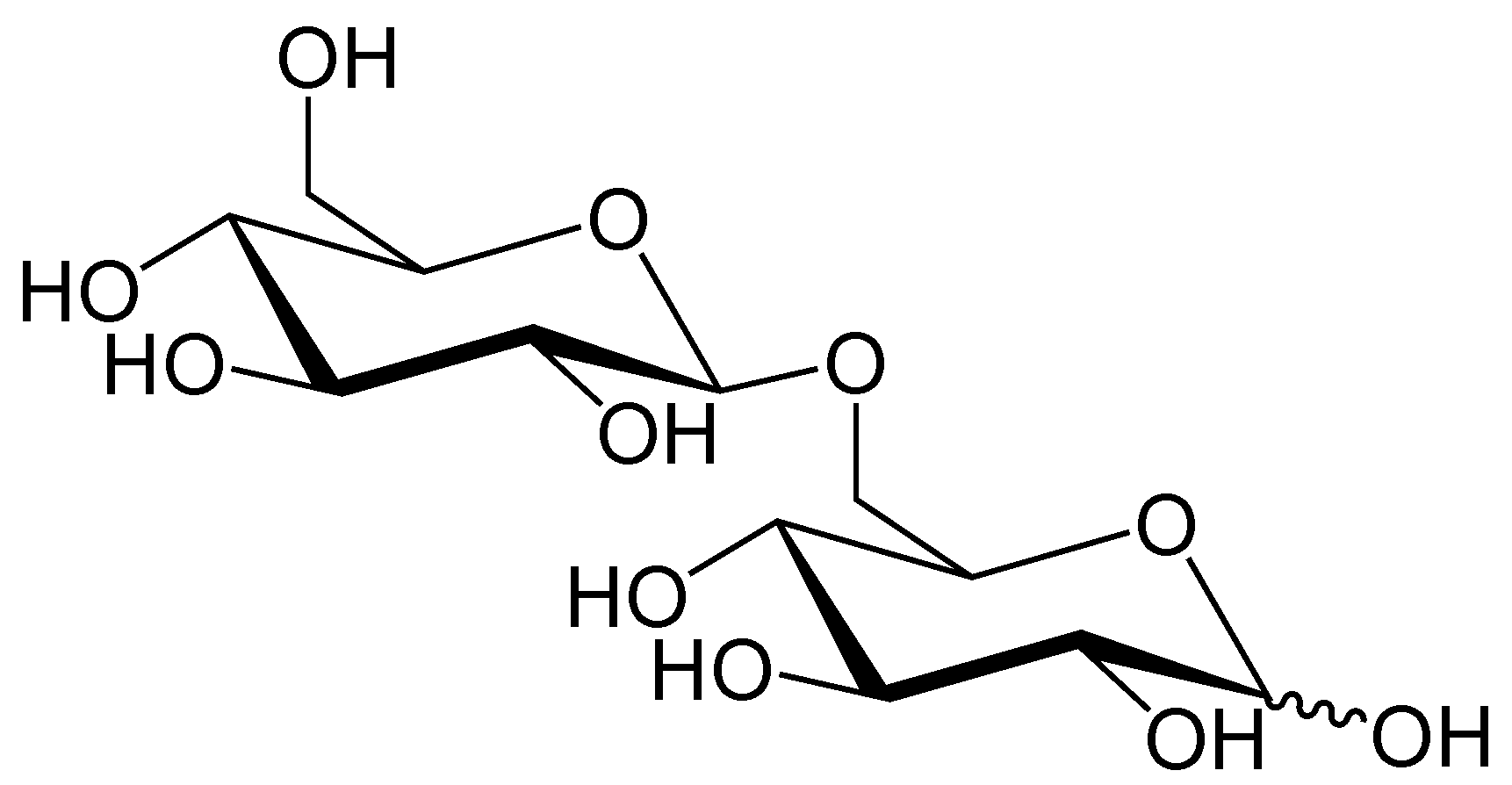
Andere Darstellungsweise von Gentiobiose